# Песочный человек: Страна снов
Песочный человек: Страна снов (англ. The Sandman: Dream Country) — третий том комиксов из серии The Sandman. Книга объединяет в себе выпуски The Sandman #17-20.

## Содержание тома
| Выпуск | Оригинальное название      | Русскоязычное название | Сценарист                                                | Художник     | Растушевщик         | Художник по цвету | Каллиграф  | Редактор     |
| ------ | -------------------------- | ---------------------- | -------------------------------------------------------- | ------------ | ------------------- | ----------------- | ---------- | ------------ |
| 17     | Calliope                   | Каллиопа               | Нил Гейман                                               | Келли Джонс  | Малькольм Джонс III | Робби Буш         | Тодд Клейн | Карен Бергер |
| 18     | A Dream of a Thousand Cats | Сон тысячи кошек       | Нил Гейман                                               | Келли Джонс  | Малькольм Джонс III | Робби Буш         | Тодд Клейн | Карен Бергер |
| 19     | A Midsummer Night's Dream  | Сон в летнюю ночь      | Нил Гейман (с использованием материала Уильяма Шекспира) | Чарльз Весс  | Чарльз Весс         | Стив Олифф        | Тодд Клейн | Карен Бергер |
| 20     | Façade                     | Обличье                | Нил Гейман                                               | Коллин Доран | Малькольм Джонс III | Стив Олифф        | Тодд Клейн | Карен Бергер |